# Kaeser Kompressoren
Kaeser Kompressoren SE — европейская семейная компания по производству компрессоров и поставщик услуг, связанных со сжатым воздухом. Спектр услуг включает в себя производство сжатого воздуха, его подготовку и распределение. Компания базируется в Кобурге (Верхняя Франкония, Бавария, Германия).
Около 70 % продукции компании поставляется на экспорт за пределы Германии и компания является одним из крупнейших производителей компрессоров в Европе. Доля винтовых компрессоров в экспорте составляет около 30 %.
В 2015 году в компании, с учётом около 50 международных дочерних компаний, работало в общей сложности более 5000 человек на производственных площадках в Кобурге, Гере и Лионе (Франция), из них около 1900 — в Германии. Председателем правления является Томас Кезер, внук основателя компании Карла Кезера-старшего.
В 2015 году на основном предприятии в районе Бертельсдорф города Кобурга работало около 1600 человек. Помимо управления логистики, исследований и разработок, здесь расположено производство стационарных винтовых компрессоров, мобильных строительных компрессоров, стационарных и мастерских мобильных поршневых компрессоров, стоматологических компрессоров и вакуумных насосов. Системы управления сжатым воздухом, фильтры, пневматические инструменты и аксессуары также производятся в Кобурге. Kaeser также предлагает консалтинг, услуги по планированию и анализу потребностей в сжатом воздухе. Продукция Kaeser используется во всех сферах промышленного производства, включая ремёсла и строительство, судоходство, ландшафтный дизайн, экологические и медицинские применения.

## История

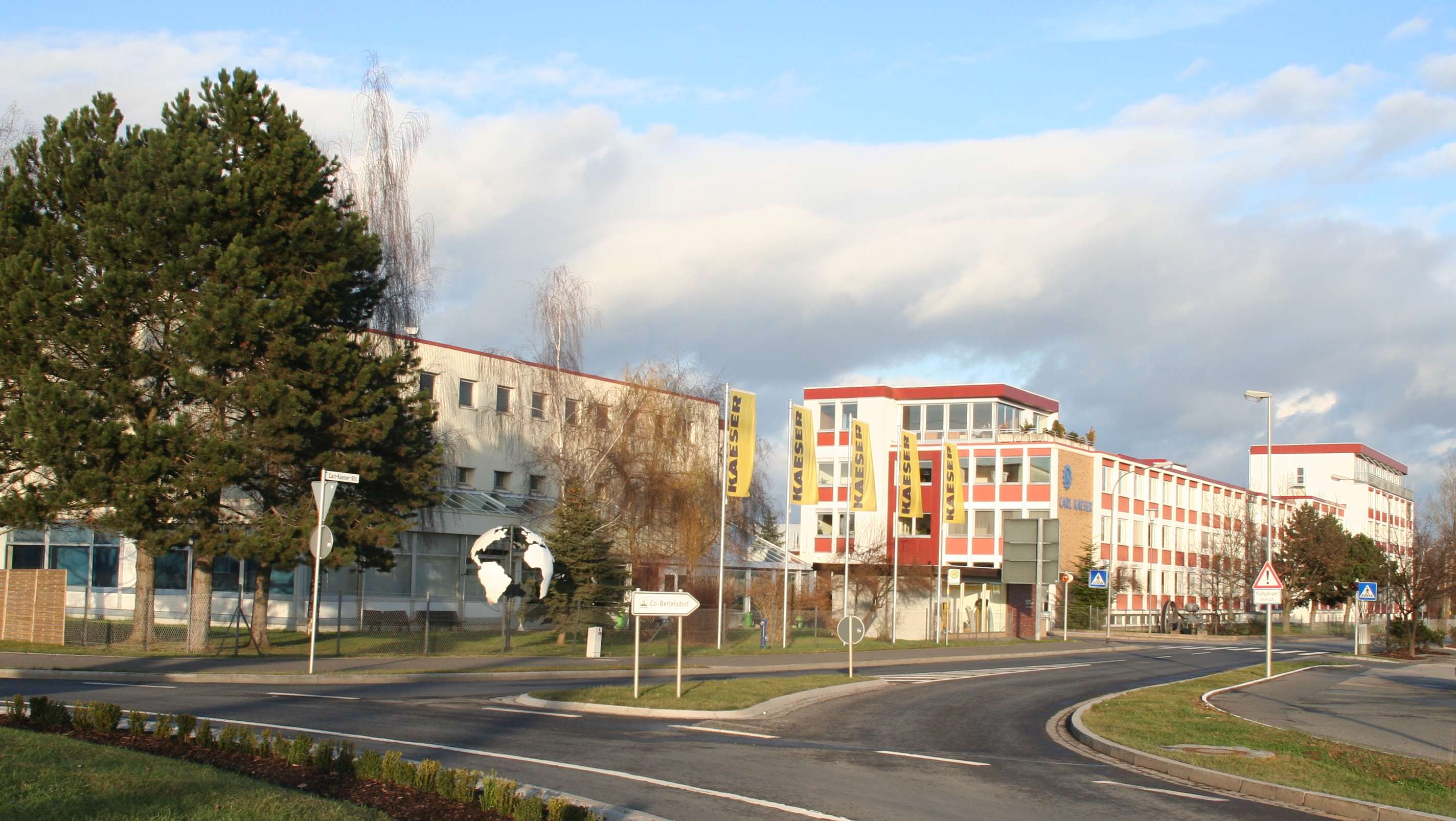
Центральный офис в Бертельсдорфе

Предприятие основано 27 июня 1919 года Карлом Кезером-старшим как машиностроительный завод по производству запасных частей, таких как шестерни для автомобилей и двигателей, а в последующие годы — специальных машин для стекольной промышленности в Тюрингии. Штаб-квартира компании находилась по адресу Coburger Hahnweg 31b. В 1937 году к компании своего отца присоединился инженер-механик Карл Кезер-младший (нем., 1914—2009).
Поскольку после Второй мировой войны стекольная промышленность Тюрингии пришла в упадок, в 1948 году компания расширила ассортимент продукции, включив в него поршневые компрессоры. В начале 1970-х годов начат выпуск винтовых компрессоров. Основой стал разработанный компанией винтовой компрессорный блок с новым профилем ротора, получивший название «Sigma-Profil» (с нем. — «сигма-профиль»).
В начале 1961 года для расширения производства компания перенесла свою фабрику в Кобурге в район Бертельсдорф (нем.).
Kaeser активно сотрудничает с торговыми и сервисными организациями на международном уровне с 1978 года. В 1980 году компания приобрела французского производителя компрессоров Compresseurs Bernard и разработала семейство мобильных винтовых компрессоров для строительной отрасли «Kaeser Mobilair». С тех пор их производят в Лионе на производстве с примерно 150 сотрудниками.
В 1991 году поглощена компания Geraer Kompressorenwerke, основанная в 1877 году как «Фабрика металлических изделий и чугунолитейный завод Генриха Лео» (нем. Heinrich Leo Metallwarenfabrik und Eisengießerei). В 1890 году завод стал первым немецким производителем компрессоров и до 1945 года был ведущим в Германии с долей рынка в 70 %. В Гере, помимо прочего, находится производство холодильных осушителей сжатого воздуха и ротационно-поршневых воздуходувок. В Гере завод, насчитывающий около 300 сотрудников, является вторым по величине производственно-промышленным предприятием после Dagro Gera GmbH с 360 сотрудниками и единственным, имеющим учебный центр.

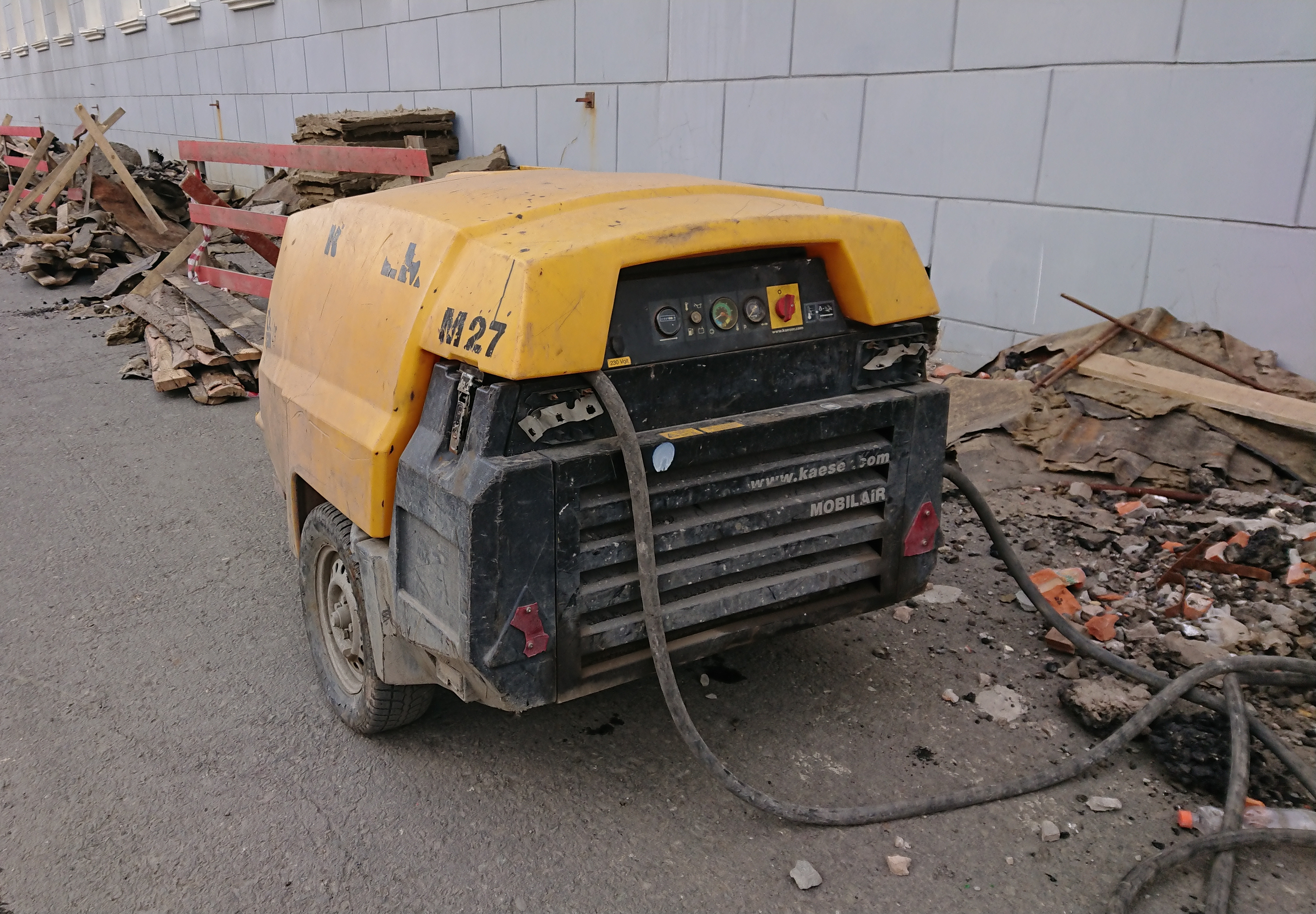
Мобильный компрессор Kaeser используется в жилищно-коммунальное хозяйстве

В 2013 году компания преобразована в Societas Europaea (SE) — европейскую компанию.
На 2015 год Kaeser Kompressoren работает более чем в 100 странах через дочерние компании и договорных партнеров.